# Domaine de Hamamatsu

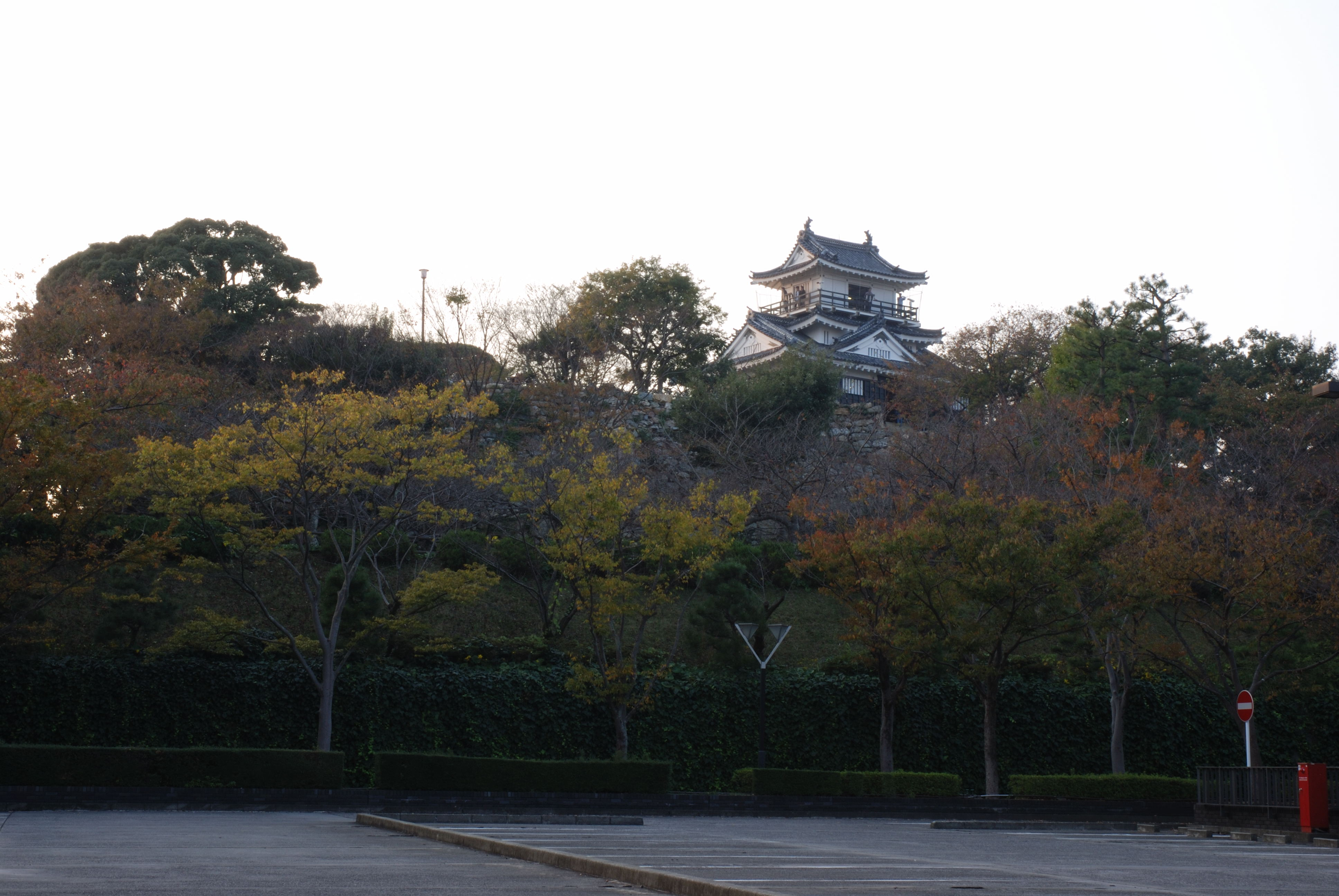
Château de Hamamatsu.

Le domaine de Hamamatsu (浜松藩, Hamamatsu-han) est un han féodal japonais de la période Edo situé dans la province de Totomi. Son centre se trouve au château de Hamamatsu dans ce qui est à présent la ville de Hamamatsu, préfecture de Shizuoka.
Hamamatsu sert de résidence à Tokugawa Ieyasu pendant l'essentiel du début de sa carrière et le château de Hamamatsu est surnommé « château promotion » (出世城, Shussei-jō) du fait de la promotion de Ieyasu au titre de shōgun. Le domaine est ainsi un poste prestigieux considéré comme un marchepied pour la promotion d'un daimyo vers de plus hautes responsabilités au sein de l'administration du shogunat Tokugawa, tels que rōjū ou wakadoshiyori.

## Liste de daimyōs
- Clan Matsudaira (Sakurai) (fudai daimyo) 1601-1624

| # | Nom                            | Dates     | Titre  | Rang                    | Revenus     |
| - | ------------------------------ | --------- | ------ | ----------------------- | ----------- |
| 1 | Matsudaira Tadayori (松平忠頼) | 1601-1609 | 右馬允 | 5e inférieur (従五位下) | 50 000 koku |

- Clan Kōriki (fudai) 1619-1638

| # | Nom                         | Dates     | Titre       | Rang                    | Revenus     |
| - | --------------------------- | --------- | ----------- | ----------------------- | ----------- |
| 1 | Kōriki Tadafusa (高力 忠房) | 1619-1638 | Sakon-daiyu | 5e inférieur (従五位下) | 35 000 koku |

- Clan Matsudaira (Ogyū) (fudai) 1638-1644

| # | Nom                                  | Dates     | Titre         | Rang                    | Revenus     |
| - | ------------------------------------ | --------- | ------------- | ----------------------- | ----------- |
| 1 | Matsudaira Norinaga (松平(大給)乗寿) | 1638-1644 | Izumi-no-kami | 5e inférieur (従五位下) | 36 000 koku |

- Clan Ōta (fudai) 1644-1671

| # | Nom                      | Dates     | Titre          | Rang                    | Revenus     |
| - | ------------------------ | --------- | -------------- | ----------------------- | ----------- |
| 1 | Ōta Sukemune (太田資宗)  | 1644-1671 | Bitchu-no-kami | 5e inférieur (従五位下) | 35 000 koku |
| 2 | Ōta Suketsugu (太田資次) | 1671-1678 | Settsu-no-kami | 4e inférieur (従四位下) | 35 000 koku |

- Clan Aoyama (fudai) 1678-1679

| # | Nom                         | Dates     | Titre              | Rang                    | Revenus     |
| - | --------------------------- | --------- | ------------------ | ----------------------- | ----------- |
| 1 | Aoyama Munetoshi (青山宗俊) | 1678-1679 | Inaba-no-kami      | 4e inférieur (従四位下) | 50 000 koku |
| 2 | Aoyama Tadao (青山忠雄)     | 1679-1685 | Izumi-no-kami      | 5e inférieur(従五位下)  | 50 000 koku |
| 3 | Aoyama Tadashige (青山忠重) | 1685-1702 | Shimotsuke-no-kami | 5e inférieur (従五位下) | 50 000 koku |

- Clan Matsudaira (Honjō) (fudai) 1702-1729

| # | Nom                              | Dates     | Titre         | Rang                    | Revenus     |
| - | -------------------------------- | --------- | ------------- | ----------------------- | ----------- |
| 1 | Matsudaira Suketoshi (松平 資俊) | 1702-1723 | Hoki-no-kami  | 4e inférieur (従四位下) | 70 000 koku |
| 2 | Matsudaira Sukekuni (松平 資訓)  | 1702-1729 | Bungo-no-kami | 5e inférieur (従五下)   | 70 000 koku |

- Clan Matsudaira (Ōkōchi/Nagasawa) (fudai) 1729-1752

| # | Nom                             | Dates     | Titre       | Rang                   | Revenus     |
| - | ------------------------------- | --------- | ----------- | ---------------------- | ----------- |
| 1 | Matsudaira Nobutoki (松平 信祝) | 1729-1744 | Izu-no-kami | 4e inférieur(従四位下) | 70 000 koku |
| 2 | Matsudaira Nobunao (松平 信復)  | 1744-1752 | Izu-no-kami | 5e inférieur (従五下)  | 70 000 koku |

- Clan Matsudaira (Honjō) (fudai) 1749-1768

| # | Nom                             | Dates     | Titre         | Rang                    | Revenus     |
| - | ------------------------------- | --------- | ------------- | ----------------------- | ----------- |
| 1 | Matsudaira Sukekuni (松平 資訓) | 1749-1752 | Bungo-no-kami | 4e inférieur (従四位下) | 70 000 koku |
| 2 | Matsudaira Sukemasa (松平 資昌) | 1752-1768 | Iyo-no-kami   | 5e inférieur (従五下)   | 70 000 koku |

- Clan Inoue (fudai)

| # | Nom                        | Dates     | Titre           | Rang                    | Revenus     |
| - | -------------------------- | --------- | --------------- | ----------------------- | ----------- |
| 1 | Inoue Masatsune (井上正経) | 1768-1766 | Kawachi-no-kami | 4e inférieur (従四位下) | 60 000 koku |
| 2 | Inoue Masasada (井上正定)  | 1766-1786 | Kawachi-no-kami | 5e inférieur (従四位下) | 60 000 koku |
| 3 | Inoue Masamoto (井上正甫)  | 1786-1817 | Kawachi-no-kami | 5e inférieur (従五下)   | 60 000 koku |

- Clan Mizuno (fudai) 1817-

| # | Nom                         | Dates     | Titre           | Rang                    | Revenus     |
| - | --------------------------- | --------- | --------------- | ----------------------- | ----------- |
| 1 | Mizuno Tadakuni (水野忠邦)  | 1817-1845 | Echizen-no-kami | 4e inférieur (従四位下) | 60 000 koku |
| 2 | Mizuno Tadakiyo (水野 忠精) | 1845-1856 | Izumi-no-kami   | 4e inférieur (従四位下) | 50 000 koku |

- Clan Inoue (fudai) 1845-1868

| # | Nom                       | Dates     | Titre           | Rang                    | Revenus     |
| - | ------------------------- | --------- | --------------- | ----------------------- | ----------- |
| 1 | Inoue Masaharu (井上正春) | 1845-1847 | Kawachi-no-kami | 4e inférieur (従四位下) | 60 000 koku |
| 2 | Inoue Masanao (井上正直)  | 1847-1868 | Kawachi-no-kami | 4e inférieur (従四位下) | 60 000 koku |